# Aleksandr Nedovyesov
Aleksandr Serhiyevitch Nedovyesov (anciennement Oleksandr Nedovyesov, en ukrainien : Олександр Сергійович Недовєсов), né le 15 février 1987 à Alouchta sur la presqu'île de Crimée, est un joueur professionnel de tennis ukrainien et kazakh. Depuis janvier 2014, il possède la double nationalité ukrainienne et kazakhe et joue officiellement pour le Kazakhstan, après avoir représenté l'Ukraine.
Titulaire de l'équipe du Kazakhstan de Coupe Davis depuis 2014, associé à Andrey Golubev, il remporte le double du quart de finale contre la Suisse aux dépens de la paire Federer-Wawrinka, champions olympiques 2008. Lors du premier tour de l'édition 2015, il bat Fabio Fognini en cinq sets lors du cinquième match décisif, permettant à son équipe de jouer les quarts où il se fait remarquer une nouvelle fois en battant Nick Kyrgios en quatre sets.

## Carrière
Il passe professionnel en mai 2005. En 2006, il remporte ses premiers tournois en Roumanie sur le circuit Future, et à Donetsk en double sur le circuit Challenger. Il met sa carrière entre parenthèses entre 2007 et 2011 puisqu'il part étudier à l'université de l'Oklahoma. En 2009, il devient n°1 au classement NCAA.
Il rejoue sur le circuit professionnel en 2012. Il remporte quatre tournois Future et atteint les demi-finales à Samarcande et Lermontov. En 2013, alors qu'il remporte le tournoi de Samarcande pour la deuxième année consécutive en double, il atteint la finale en simple. Un mois plus tard, il remporte son premier titre à Prague contre Javier Martí puis son second à Szczecin où il bat Pere Riba et enfin un troisième à Kazan face à Andrey Golubev. Il se qualifie également pour le tournoi ATP de Moscou où s'incline au premier tour et partcicipe à l'ATP Challenger Tour Finals où il gagne deux matches en poule avant de s'incliner face à Alejandro González en trois sets en demi-finale.
Il fait ses débuts sur le circuit ATP en 2014 mais il cumule quatre défaites au premier tour dont l'Open d'Australie contre Tomáš Berdych et Indian Wells contre João Sousa. Il atteint cependant le deuxième tour à Paris et à New York et joue deux finales en Challenger. Il commence sa saison 2015 par une demi à Glasgow et une finale à Bergame et la termine par une série de 10 défaites consécutives. En 2016, il participe à cinq demi-finales dont trois en avril à Saint-Brieuc, Nanjing et Anning.
Après quatre finales perdues, il remporte son premier titre à Båstad lors du tournoi de Suède avec comme partenaire l'Équatorien Gonzalo Escobar et devient le premier joueur kazkah de l'ère Open à gagner un titre en double sur le circuit principal. Le binôme termine sa saison avec un titre au tournoi de Sofia.
En 2024, le même binôme reporte le tournoi d'Estoril.

## Palmarès

### Titres en double messieurs
| No | Date       | Nom et lieu du tournoi         | Catégorie | Dotation  | Surface      | Partenaire      | Finalistes                    | Score             |          |
| -- | ---------- | ------------------------------ | --------- | --------- | ------------ | --------------- | ----------------------------- | ----------------- | -------- |
| 1  | 17-07-2023 | Nordea Open Båstad             | ATP 250   | 562 815 € | Terre (ext.) | Gonzalo Escobar | Francisco Cabral Rafael Matos | 6-2, 6-2          | Parcours |
| 2  | 06-11-2023 | Sofia Open Sofia               | ATP 250   | 562 815 € | Dur (int.)   | Gonzalo Escobar | Julian Cash Nikola Mektić     | 6-3, 3-6, [13-11] | Parcours |
| 3  | 01-04-2024 | Millenium Estoril Open Estoril | ATP 250   | 579 320 € | Terre (ext.) | Gonzalo Escobar | Sadio Doumbia Fabien Reboul   | 7-5, 6-2          | Parcours |

### Finales en double messieurs
| No | Date       | Nom et lieu du tournoi                          | Catégorie | Dotation  | Surface      | Vainqueurs                        | Partenaire           | Score             |          |
| -- | ---------- | ----------------------------------------------- | --------- | --------- | ------------ | --------------------------------- | -------------------- | ----------------- | -------- |
| 1  | 04-01-2022 | Melbourne Summer Set Melbourne                  | ATP 250   | 521 000 $ | Dur (ext.)   | Wesley Koolhof Neal Skupski       | Aisam-Ul-Haq Qureshi | 6-4, 6-4          | Parcours |
| 2  | 14-02-2022 | Delray Beach Open by VITACOST.com Delray Beach  | ATP 250   | 593 895 $ | Dur (ext.)   | Marcelo Arévalo Jean-Julien Rojer | Aisam-Ul-Haq Qureshi | 6-2, 65-7, [10-4] | Parcours |
| 3  | 17-04-2023 | Srpska Open Banja Luka                          | ATP 250   | 562 815 € | Terre (ext.) | Jamie Murray Michael Venus        | Francisco Cabral     | 7-5, 6-2          | Parcours |
| 4  | 12-06-2023 | Libéma Open Bois-le-Duc                         | ATP 250   | 673 630 € | Gazon (ext.) | Wesley Koolhof Neal Skupski       | Gonzalo Escobar      | 7-61, 6-2         | Parcours |
| 5  | 31-07-2023 | Generali Open Kitzbühel                         | ATP 250   | 562 815 € | Terre (ext.) | Alexander Erler Lucas Miedler     | Gonzalo Escobar      | 6-4, 6-4          | Parcours |
| 6  | 19-02-2024 | Mifel Tennis Open by Telcel Oppo Cabo San Lucas | ATP 250   | 915 245 $ | Dur (ext.)   | Max Purcell Jordan Thompson       | Gonzalo Escobar      | 7-5, 7-62         | Parcours |
| 7  | 14-10-2024 | European Open Anvers                            | ATP 250   | 690 135 € | Dur (int.)   | Alexander Erler Lucas Miedler     | Robert Galloway      | 6-4, 1-6, [10-8]  | Parcours |

## Parcours dans les tournois duGrand Chelem

### En simple
| Année | Open d'Australie | Open d'Australie | Internationaux de France | Internationaux de France | Wimbledon       | Wimbledon      | US Open         | US Open            |
| ----- | ---------------- | ---------------- | ------------------------ | ------------------------ | --------------- | -------------- | --------------- | ------------------ |
| 2014  | 1er tour (1/64)  | Tomáš Berdych    | 2e tour (1/32)           | Tomáš Berdych            | 1er tour (1/64) | Lu Yen-hsun    | 2e tour (1/32)  | Jo-Wilfried Tsonga |
| 2015  | —                | —                | —                        | —                        | 1er tour (1/64) | Viktor Troicki | 1er tour (1/64) | Lleyton Hewitt     |

N.B. : à droite du résultat se trouve le nom de l'ultime adversaire.

### En double messieurs
| Année | Open d'Australie                | Open d'Australie           | Internationaux de France         | Internationaux de France | Wimbledon                       | Wimbledon                      | US Open                         | US Open                |
| ----- | ------------------------------- | -------------------------- | -------------------------------- | ------------------------ | ------------------------------- | ------------------------------ | ------------------------------- | ---------------------- |
| 2014  | —                               | —                          | —                                | —                        | 2e tour (1/16) D. Toursounov    | Julian Knowle Marcelo Melo     | —                               | —                      |
|       |                                 |                            |                                  |                          |                                 |                                |                                 |                        |
| 2021  | —                               | —                          | —                                | —                        | 1er tour (1/32) A. Bublik       | Rafael Matos Thiago Monteiro   | 1er tour (1/32) A. Karatsev     | W. Koolhof J.-J. Rojer |
| 2022  | 2e tour (1/16) A.-U.-H. Qureshi | Marcos Giron Kwon Soon-woo | 1er tour (1/32) A.-U.-H. Qureshi | M. McDonald Tommy Paul   | 2e tour (1/16) A.-U.-H. Qureshi | Rafael Matos D. Vega Hernández | 2e tour (1/16) A.-U.-H. Qureshi | M. Arévalo J.-J. Rojer |
| 2023  | 2e tour (1/16) A. Golubev       | J. S. Cabal R. Farah       | 1/8 de finale M. Á. Reyes-Varela | W. Koolhof N. Skupski    | 1er tour (1/32) G. Escobar      | S. Bolelli A. Vavassori        | 1er tour (1/32) G. Escobar      | J. Murray M. Venus     |
| 2024  | 1er tour (1/32) G. Escobar      | N. Borges A. Vukic         | 2e tour (1/16) G. Escobar        | Rajeev Ram J. Salisbury  | 1er tour (1/32) G. Escobar      | R. Arneodo S. Verbeek          | 1er tour (1/32) G. Escobar      | K. Krawietz Tim Pütz   |

N.B. : le nom du partenaire se trouve sous le résultat ; le nom des ultimes adversaires se trouve à droite.

### En double mixte
| Année | Open d'Australie            | Open d'Australie          | Internationaux de France | Internationaux de France | Wimbledon | Wimbledon | US Open | US Open |
| ----- | --------------------------- | ------------------------- | ------------------------ | ------------------------ | --------- | --------- | ------- | ------- |
| 2023  | 1er tour (1/16) A. Danilina | K. Mladenovic J. S. Cabal | —                        | —                        | —         | —         |         |         |

N.B. : le nom de la partenaire se trouve sous le résultat ; le nom des ultimes adversaires se trouve à droite.

## Parcours dans lesMasters 1000
| Année | Indian Wells        | Miami | Monte-Carlo | Madrid | Rome | Canada | Cincinnati | Shanghai | Paris |
| ----- | ------------------- | ----- | ----------- | ------ | ---- | ------ | ---------- | -------- | ----- |
| 2014  | 1er tour João Sousa | —     | —           | —      | —    | —      | —          | —        | —     |

N.B. : sous le résultat se trouve le nom de l’ultime adversaire.

## Classements ATP en fin de saison
| Année          | 2004 | 2005 | 2006 | 2007 | 2008 | 2009 | 2010 | 2011 | 2012 | 2013 | 2014 | 2015 | 2016 | 2017 | 2018 | 2019 | 2020 | 2021 | 2022 | 2023 | 2024 |
| Rang en simple | 1447 | 651  | 613  | 1061 | 1067 | 1230 | 550  | 1513 | 205  | 93   | 129  | 162  | 174  | 259  | 185  | 306  | 331  | 534  | 1007 | –    | –    |
| Rang en double | 1568 | 814  | 322  | 893  | –    | –    | 745  | –    | 193  | 130  | 199  | 160  | 222  | 322  | 502  | 199  | 131  | 72   | 52   | 45   | 59   |

Source : (en) Classements de Aleksandr Nedovyesov sur le site officiel de la Fédération internationale de tennis